# Phương Sơn (phường)
Phương Sơn là một phường cũ thuộc thành phố Nha Trang, tỉnh Khánh Hòa, Việt Nam.

## Địa lý
Phường Phương Sơn có vị trí địa lý:
- Phía đông giáp phường Phước Tân
- Phía tây giáp phường Ngọc Hiệp
- Phía nam giáp Phước Hải
- Phía bắc giáp phường Phương Sài.

Phường Phương Sơn có diện tích 0,46 km², dân số năm 2022 là 9.993 người, mật độ dân số đạt 21.723 người/km².

## Lịch sử
Tháng 9 năm 1975, phường Phương Sơn là một trong số 17 phường được thành lập dựa trên sự hợp nhất của quận 1 và quận 2 thị xã Nha Trang.
Ngày 28 tháng 9 năm 2024, Ủy ban Thường vụ Quốc hội ban hành Nghị quyết số 1196/NQ-UBTVQH15 về việc sắp xếp đơn vị hành chính cấp xã của tỉnh Khánh Hòa giai đoạn 2023 – 2025 (nghị quyết có hiệu lực từ ngày 1 tháng 11 năm 2024). Theo đó, sáp nhập toàn bộ 0,46 km² diện tích tự nhiên và quy mô dân số là 9.993 người của phường Phương Sơn vào phường Phương Sài.

## Kinh tế
Trong năm 2019, tổng thu ngân sách của phường là 5.647.709.000 đồng, đạt 92,5% so với kế hoạch đề ra.